# Garbhásana

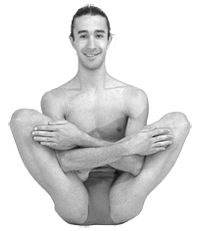
Garbhásana

Gabrbhásana ( गर्भासन) neboli Plod je jednou z ásan.

## Etymologie
Název pochází ze sanskrtského slova garbha  plod (dítěte) a asana (आसन) posed/pozice.

## Popis
- Výchozí pozicí je balanční sed, laterální srovnání hýždí, přitáhnout kolena k hrudníku a nohy stále pod koleny, srovnat záda.
- položit nohy na nadloktí, Dlaně směřují proti sobě, záda vzpřímená, uvolněnit kyčlw.
- Dlaně k sobě, překřižit nohy.
- Ruce spojit a přitahovat k bradě, palce směřují pod bradu, dlaně na tváře.

Cvik protáhne záda a balanční svaly.